# Sakai Hōitsu

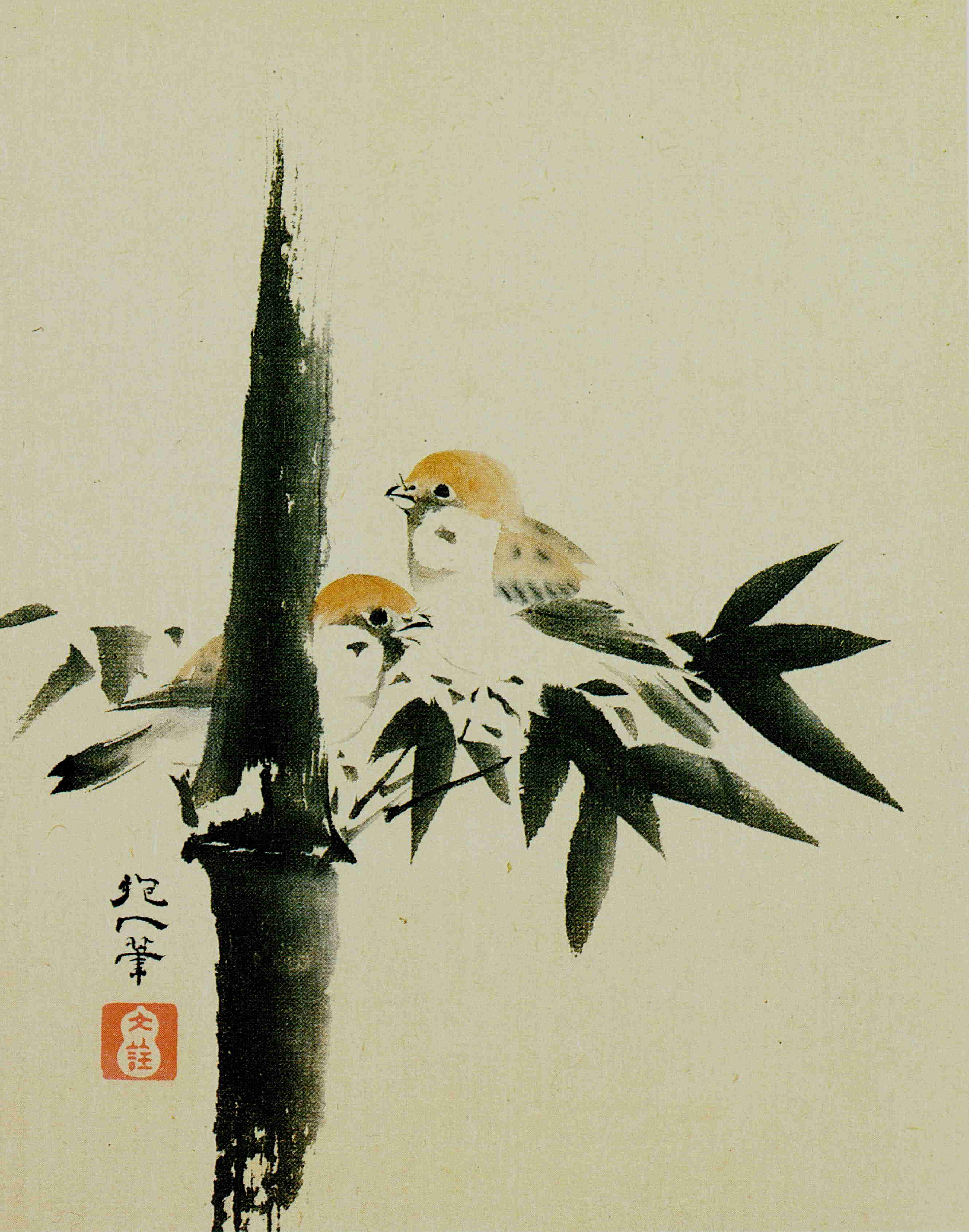
„Bambus und Sperling“ aus 「手鑑帖」

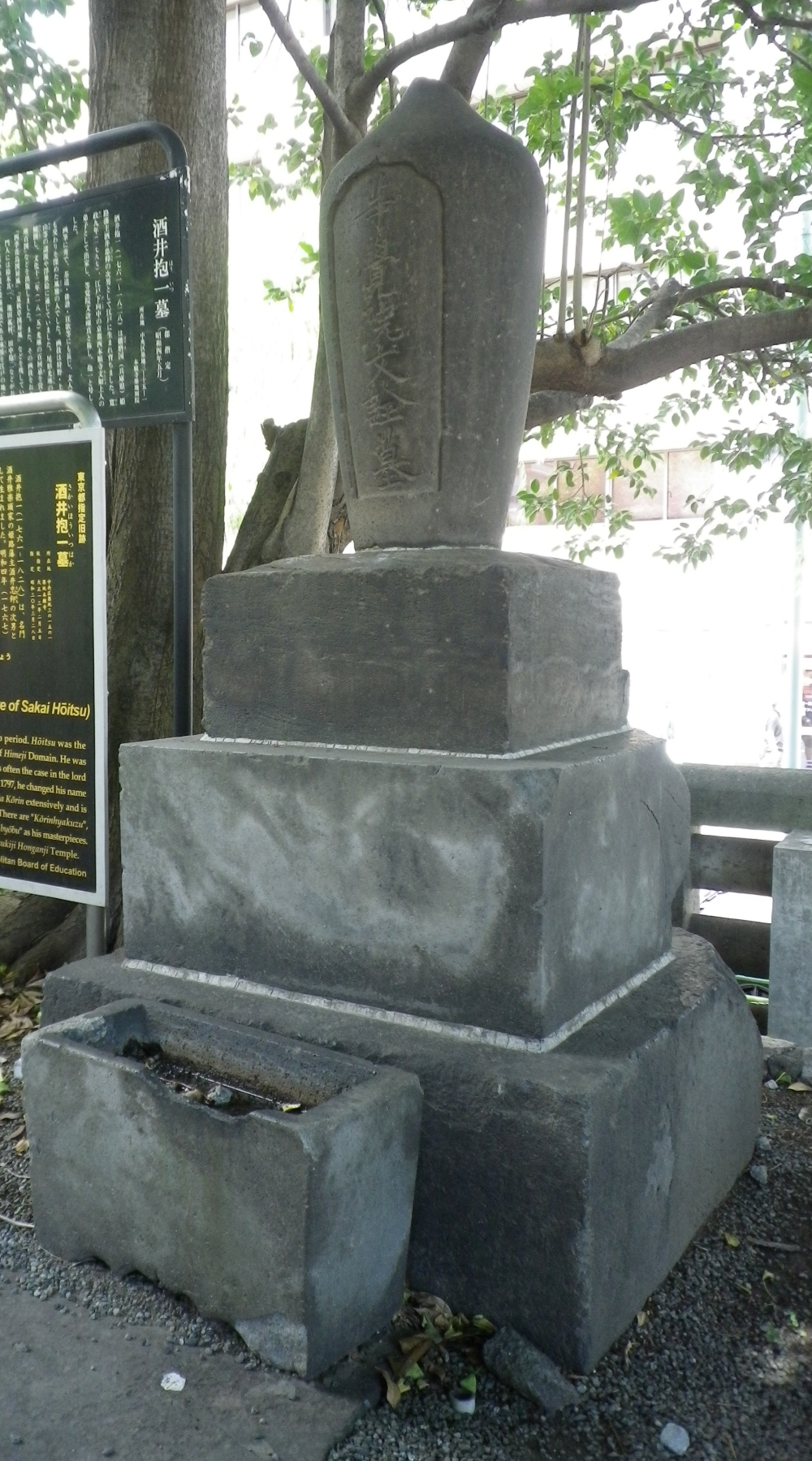
Grab im Hongan-ji

Sakai Hōitsu (japanisch 酒井 抱一, eigentlich: Sakai Tadanao (酒井 忠因); * 1. August 1761; † 4. Januar 1828) war ein japanischer Maler, der zur Kōrin-Schule gehört.

## Leben
Hōitsu war der Enkel von Sakai Tadazumi, Daimyō des Lehens Himeji. Er wurde in Edo auf der Stadtresidenz der Sakai geboren und wuchs in vornehmer Umgebung auf. 1797 wechselte er in den Priesterstand und wurde Schüler von Monnyo Shōnin (文如上人), einem Priester des Nishi Hongan-ji, der sich in Edo aufhielt. Hōitsu stieg auf zum Rank eines Gon-no-Daisōzu. 1809 zog er in die Shitaya-Gegend von Edo und baute sich dort ein kleines Anwesen, das er Uka-an (雨華庵) nannte. Er widmete sich nun ganz der Kunst. Begraben wurde er auf dem Gelände des Tsukiji Hongan-ji (Tokio).

## Wirken
Hōitsu war vielseitig begabt, zeichnete sich in der Kalligrafie aus, schrieb Haikai und Kyōka, aber seine besondere Stärke zeigte er in der Malerei. Zunächst orientierte er sich an der Kanō-Schule und an der Schule des chinesischen Malers Shin Nanpin, er beschäftigte sich aber mit Ukiyo-e. Später kann er unter den Einfluss von Tani Bunchō und übernahm Techniken der Maruyama- und Tosa-Schule. Aber vor allem war er ein Bewunderer von Ogata Kōrin und bemühte sich, dessen Stil wieder zu beleben.
1815 publizierte Hōitsu zur Feier des hundertsten Todestages von Kōrin Werke von diesem und dessen Schule unter dem Titel „Hundert Blätter von Kōrin“ (光琳百図, Kōrin hyakuzu) und „Zusammengefasste Malweise des Ogata-Stils“ (尾形流略印譜, Ogata-ryū ryaku impu). Er selbst schuf bedeutende Werke im dekorativen Stil der Rimpa-Schule. Bekannte Werke sind:
- Stellschirmpaar „Sommer- und Herbstgras“ (夏秋屏風図),[Anm. 1] Nationalmuseum Tokio, Nationalschatz
- Drei Hängerollen „Schnee, Mond und Blumen“ (雪月花図), MOA-Kunstmuseum

Bedeutendster Schüler Hōitsus und wohl letzter Vertreter der Kōrin-Schule war Suzuki Kiitsu (鈴木其一, 1796–1858).

## Anmerkung
1. ↑  Gemalt auf der Rückseite von Ogatas „Windgott und Donnergott“.